# Madatyphlops ocularis
Madatyphlops ocularis — вид змій родини сліпунів (Typhlopidae). Ендемік Мадагаскару.

## Поширення і екологія
Madatyphlops ocularis відомі з трьох місцевостей, розташованих на північному сході і південному сході Мадагаскар. Вони живуть у вологих тропічних лісах, на висоті до 850 м над рівнем моря.